# Total Chalaco Fútbol Club
El Total Chalaco fue un club de fútbol del Perú, de la Provincia Constitucional del Callao. Fue fundado el 21 de diciembre del 2004 y en el 2011 debió participar de la Segunda División del Perú pero se retiró del torneo para desaparecer en ese mismo año. Curiosamente, el club se fundó en Arequipa, pero se mudó al Callao en 2009 en su vuelta a la Primera División.

## Historia
El club de fútbol nace en el año 2004 como equipo representativo de la empresa arequipeña de limpieza Total Clean S.R.L.. En sus comienzos era solo el equipo encargado de representarla en los fines de semana en los cortos torneos de barrio, a los que eran invitados para competir con otras empresas. Hasta ese momento sólo se buscaba, a través del deporte, levantar la autoestima de sus trabajadores con el fin de elevar su productividad en el trabajo.
No les fue mal, porque los triunfos y la identificación de sus empleados en los torneos empresariales hizo que el joven inversionista arequipeño Félix Enciso se animara a fundar oficialmente un club de fútbol, para que participe en la Liga Distrital de Sachaca en Arequipa. No resultó tan difícil elegir el nombre del equipo. Definitivamente el club debía llamarse como la empresa.
En el año 2005 se adjudicó el título de Segunda División de la liga del distrito de Sachaca. 

### Campeón Copa Perú 2006
De la misma manera, en el 2006 obtuvo el título de Primera División de dicho distrito arequipeño. 
Tras ello, continuó su camino arrasando con todo equipo que se le puso de frente, en la provincial derrotó como local al Union Pesquero de Miraflores, visitó La Joya donde derrotó al Diamante Jotino, recibiendo en la tercera fecha la visita de El Parral de Vítor al cual goleó por siete tantos a cero, obteniendo un único empate en Cayma ante Coronel Bolognesi, a pesar de ello se hizo con el primer lugar del grupo F clasificando a octavos de final donde derrotó tanto de visita como de local al Ricardo Palma de Paucarpata.
En Cuartos de final volvió a golear a Union Pesquero de Miraflores clasificando al cuadrangular final donde derrotó a FBC Pierola, Senati y Mariscal Castilla logrando el campeonato Provincial y clasificando a la Departamental.
Su primer rival en la Departamental fue el Defensor Panamericano de Yauca al cual eliminó tras ganarle tanto de visita como de local.
En la fase de grupos integró el grupo A junto a Buenos Aires de Camaná, Atlético Mollendo y Juventud Huancarqui del distrito del mismo nombre.
Ganó todos sus partidos de local, empatando en Mollendo y ganando en Camaná logró clasificar a la fase final, pese a caer en Aplao ante Juventud Huancarqui.
En Semifinales dio cuenta del Juventus Corazón al cual derrotó tanto en el El Pedregal como en Arequipa, clasificando a la Etapa Regional.
En la Regional superó a otros equipos con más historia como Mariscal Miller, Deportivo Enersur, Alfonso Ugarte y Senati al cual lo venció por penales en la final regional logrando de manera invicta el campeonato de la Región VII.
En la etapa Nacional derrotó tanto de visita como de local a Deportivo Educación de Abancay, quien el año anterior había sido subcampeón.
Ya en cuartos de final se topó por última vez con su coterraneo Senati, al cual había enfrentado desde la liga Distrital, empatando ambos partidos clasificó a semifinales por la regla del "Gol de visitante".
En Semifinales cayó en Huancayo ante Deportivo Ingeniería por dos goles a uno sin embargo jugando en Arequipa lo venció por la mínima diferencia gracias a lo cual logró llegar a la gran final.
Su rival en la Finalísima fue el Hijos de Acosvinchos al cual derrotó en Arequipa ante un estadio Melgar completamente abarrotado por dos tantos a cero, la semana siguiente vino la revancha en Lima donde a pesar de caer por la mínima diferencia el cuadro limpiador logró el campeonato y por consecuencia el ascenso al fútbol profesional.
|                           |
| Liga Distrital de Sachaca |
| Provincial de Arequipa    |

| 04-06-2006                               | Municipal de Sachaca  | Sachaca     | Total Clean          | 1-0       | Unión Pesquero(Miraflores)       |
| 11-06-2006                               | Municipal de La Joya  | La Joya     | Diamante Joyino      | 1-3       | Total Clean                      |
| 18-06-2006                               | Municipal de Sachaca  | Sachaca     | Total Clean          | 7-0       | El Parral(Vítor)                 |
| 29-06-2006                               | La Tomilla            | Cayma       | Coronel Bolognesi    | 2-2       | Total Clean                      |
| 02-07-2006                               | Máximo Carrasco       | Paucarpata  | Ricardo Palma        | 0-7       | Total Clean                      |
| 05-07-2006                               | Municipal de Sachaca  | Sachaca     | Total Clean          | 2-0       | Ricardo Palma                    |
| 08-07-2006                               | Mariano Melgar        | Arequipa    | Total Clean          | 3-0       | Unión Pesquero(Miraflores)       |
| 16-07-2006                               | Mariano Melgar        | Arequipa    | FBC Pierola          | 0-2       | Total Clean                      |
| 19-07-2006                               | Umacollo              | Yanahuara   | Total Clean          | 3-0       | Senati FBC(Sachaca)              |
| 08-07-2006                               | Mariano Melgar        | Arequipa    | Total Clean          | 3-0       | Mrscal. Castilla(Cerro Colorado) |
| Departamental de Arequipa                |                       |             |                      |           |                                  |
| 30-07-2006                               | Municipal de Yauca    | Yauca       | Panamericano         | 0-2       | Total Clean                      |
| 05-08-2006                               | Mariano Melgar        | Arequipa    | Total Clean          | 3-0       | Panamericano                     |
| 13-08-2006                               | 9 de noviembre        | Camaná      | Buenos Aires         | 0-1       | Total Clean                      |
| 16-08-2006                               | Mariano Melgar        | Arequipa    | Total Clean          | 4-0       | Juventud Huancarqui              |
| 19-08-2006                               | Municipal de Mollendo | Mollendo    | Atlético Mollendo    | 0-0       | Total Clean                      |
| 26-08-2006                               | Mariano Melgar        | Arequipa    | Total Clean          | 3-1       | Atlético Mollendo                |
| 29-08-2006                               | Municipal de Aplao    | Aplao       | Juventud Huancarqui  | 2-1       | Total Clean                      |
| 02-09-2006                               | Mariano Melgar        | Arequipa    | Total Clean          | 6-1       | Buenos Aires                     |
| 06-09-2006                               | Almirante Miguel Grau | El Pedregal | Juventus Corazón     | 0-1       | Total Clean                      |
| 09-09-2006                               | Mariano Melgar        | Arequipa    | Total Clean          | 3-0       | Juventus Corazón                 |
| 16-09-2006                               | Mariano Melgar        | Arequipa    | Total Clean          | 1-0       | Senati FBC                       |
| Región VII                               |                       |             |                      |           |                                  |
| 27-09-2006                               | Mariscal Nieto        | Ilo         | Deportivo Enersur    | 1-1       | Total Clean                      |
| 30-09-2006                               | Jorge Basadre         | Tacna       | Mariscal Miller      | 0-1       | Total Clean                      |
| 11-10-2006                               | Mariano Melgar        | Arequipa    | Total Clean          | 6-1       | Deportivo Enersur                |
| 14-10-2006                               | Mariano Melgar        | Arequipa    | Total Clean          | 5-1       | Mariscal Miller                  |
| 22-10-2006                               | Mariscal Nieto        | Ilo         | Deportivo GER        | 1-1       | Total Clean                      |
| 28-10-2006                               | Mariano Melgar        | Arequipa    | Total Clean          | 8-1       | Deportivo GER                    |
| 01-11-2006                               | Mariano Melgar        | Arequipa    | Total Clean          | 1(4)-1(3) | Senati FBC                       |
| Etapa Nacional: Octavos de final         |                       |             |                      |           |                                  |
| 05-11-2006                               | Condebamba            | Abancay     | Deportivo Educación  | 0-2       | Total Clean                      |
| 12-11-2006                               | Mariano Melgar        | Arequipa    | Total Clean          | 3-0       | Deportivo Educación              |
| Etapa Nacional: Cuartos de final         |                       |             |                      |           |                                  |
| 15-11-2006                               | Mariano Melgar        | Arequipa    | Total Clean          | 0-0       | Senati FBC                       |
| 22-11-2006                               | Mariano Melgar        | Arequipa    | Senati FBC           | 3-3       | Total Clean                      |
| Etapa Nacional: Semifinal                |                       |             |                      |           |                                  |
| 26-11-2006                               | IV Centenario         | Huancayo    | Deportivo Ingeniería | 2-1       | Total Clean                      |
| 02-12-2006                               | Mariano Melgar        | Arequipa    | Total Clean          | 1-0       | Deportivo Ingeniería             |
| Etapa Nacional: Gran Finalísima          |                       |             |                      |           |                                  |
| 09-12-2006                               | Mariano Melgar        | Arequipa    | Total Clean          | 2-0       | Hijos de Acosvinchos             |
| 17-12-2006                               | Monumental            | Lima        | Hijos de Acosvinchos | 1-0       | Total Clean                      |
| Total Clean Campeón de la Copa Perú 2006 |                       |             |                      |           |                                  |

|-

### Primera División 2007
Al año siguiente participó en la Primera División, ocupando el último lugar en la tabla general y descendiendo de categoría.
A pesar de que se contrataron algunos jugadores experimentados.

### Retorno a primera en 2008
En el 2008 logró coronarse campeón de la Segunda División, tras derrotar en un memorable partido final al Inti Gas Deportes de Ayacucho lo que significó su retorno a Primera tras realizar una aceptable campaña.
|                                      |
| Segunda División 2008: Primera Ronda |

| 25-05-2008                                              | La Tomilla        | Cayma       | Total Clean          | 2-0 | La Peña Sporting     |
| 31-05-2008                                              | San Marcos        | Lima        | San Marcos           | 1-0 | Total Clean          |
| 08-06-2008                                              | La Tomilla        | Cayma       | Total Clean          | 2-0 | UTC                  |
| 14-06-2008                                              | La Tomilla        | Cayma       | Total Clean          | 3-2 | Deportivo Municipal  |
| 22-06-2008                                              | Solís García      | Chosica     | Hijos de Acosvinchos | 1-0 | Total Clean          |
| 29-06-2008                                              | La Tomilla        | Cayma       | Total Clean          | 1-2 | Sport Águila         |
| 05-07-2008                                              | Picasso Peratta   | Ica         | Inti Gas             | 2-2 | Total Clean          |
| 13-07-2008                                              | Mariano Melgar    | Arequipa    | Total Clean          | 2-1 | Deportivo Coopsol    |
| 19-07-2008                                              | Miguel Grau       | Callao      | América Cochahuayco  | 1-1 | Total Clean          |
| Segunda División 2008: Segunda Ronda                    |                   |             |                      |     |                      |
| 03-08-2008                                              | Ciudad de Cumaná  | Ayacucho    | La Peña Sporting     | 1-1 | Total Clean          |
| 09-08-2008                                              | Mariano Melgar    | Arequipa    | Total Clean          | 1-0 | San Marcos           |
| 17-08-2008                                              | La Encañada       | La Encañada | UTC                  | 1-2 | Total Clean          |
| 23-08-2008                                              | San Marcos        | Lima        | Deportivo Municipal  | 1-0 | Total Clean          |
| 30-08-2008                                              | Mariano Melgar    | Arequipa    | Total Clean          | 1-1 | Hijos de Acosvinchos |
| 07-09-2008                                              | IV Centenario     | Huancayo    | Sport Águila         | 1-1 | Total Clean          |
| 12-09-2008                                              | Mariano Melgar    | Arequipa    | Total Clean          | 1-0 | Inti Gas             |
| 20-09-2008                                              | Miguel Grau       | Callao      | Deportivo Coopsol    | 1-1 | Total Clean          |
| 27-09-2008                                              | Mariano Melgar    | Arequipa    | Total Clean          | 4-1 | América Cochahuayco  |
| Segunda División 2008: Ronda Final                      |                   |             |                      |     |                      |
| 04-10-2008                                              | Mariano Melgar    | Arequipa    | Total Clean          | 2-1 | Deportivo Coopsol    |
| 11-10-2008                                              | Mariano Melgar    | Arequipa    | Total Clean          | 2-0 | San Marcos           |
| 18-10-2008                                              | Mariano Melgar    | Arequipa    | Total Clean          | 4-0 | América Cochahuayco  |
| 25-10-2008                                              | Mariano Melgar    | Arequipa    | Total Clean          | 1-0 | La Peña Sporting     |
| 01-11-2008                                              | Mariano Melgar    | Arequipa    | Total Clean          | 2-0 | Deportivo Municipal  |
| 09-11-2008                                              | Solís García      | Chosica     | Hijos de Acosvinchos | 1-1 | Total Clean          |
| 15-11-2008                                              | Mariscal Castilla | El Tambo    | Sport Águila         | 2-1 | Total Clean          |
| 29-11-2008                                              | Mariano Melgar    | Arequipa    | Total Clean          | 3-0 | UTC                  |
| 06-12-2008                                              | Mariano Melgar    | Arequipa    | Total Clean          | 2-1 | Inti Gas             |
| Total Clean Campeón de la Segunda División Peruana 2008 |                   |             |                      |     |                      |

### Total Chalaco
Debido a las grandes deudas que acumuló el club al término del torneo promocional, tuvo la necesidad de vender el 51% de sus acciones, las mismas que fueron entregadas al vicepresidente del Atlético Chalaco encabezados por Omar Marcos Arteaga, quienes decidieron hacerse cargo de la institución. Así mismo, a inicios del 2009 decidieron cambiar la denominación que tenían por la de Total Chalaco Fútbol Club y trasladar su localía al primer puerto. Al año siguiente hicieron lo propio a la ciudad de Huacho, en el Norte Chico.
En el Campeonato Descentralizado 2010, tras una mala campaña, terminó 16° en la tabla y descendió anticipadamente al perder en Matute 2-1 ante Alianza Lima. Debido a esto, al año siguiente debió participar en la Segunda División 2011, pero debido al abandono del club y las constantes deudas que tenía, el club optó por no participar en el torneo de ascenso y desaparecer.

## Uniforme Total Clean
- Uniforme titular: Camiseta, pantalón y medias, azul medianoche
- Uniforme alternativo: Camiseta roja, pantalón azul y medias azules

#### Uniformes Evolución
| Titular 1 | Titular 2 | Titular 3 | Titular 4 | Titular 5 | Alterno 1 | Alterno 2 | Alterno 3 | Alterno 4 | Alterno 5 |  |

## Uniforme Total Chalaco
- Uniforme titular: Camiseta blanca con bastones rojos, pantalón negro, medias negras.
- Uniforme alternativo: Camiseta blanca, pantalón rojo y medias rojas.

#### Uniformes Titulares
| Titular 1 | Titular 2 | Titular 3 | Titular 4 | Titular 5 | Titular 6 |  |

#### Uniformes Alternos
| Alterno 1 | Alterno 2 | Alterno 3 | Alterno 4 | Alterno 5 |  |

### Indumentaria y patrocinador
| Periodo | Patrocinador |
| ------- | ------------ |
| 2009    | Loma's       |
| 2010    | Walon        |

| Periodo | Patrocinador |
| ------- | ------------ |
| 2010    | DirecTV      |

## Datos del club
- Temporadas en Primera División:  3 (2007, 2009 y 2010).
- Temporadas en Segunda División:   1 (2008).
- Mayor goleada conseguida:
  - En campeonatos nacionales de local: Total Chalaco 1:0 Cienciano (2009).
  - En campeonatos nacionales de visita: Coronel Bolognesi '0:'0 Total Chalaco (2009).
- Mayor goleada recibida:
  - En campeonatos nacionales de local: Total Chalaco 0:5 Universidad San Martín (2 de octubre del 2010)
  - En campeonatos nacionales de visita: Cienciano 5:2 Total Chalaco (2009)
- Mejor puesto en 1ª División: 15° (2009).
- Peor puesto en 1ª División: 19° (2010).
- Máximo goleador: Richar Estigarribia (10 goles)

## Entrenadores
| Nombre            | Año         |
| ----------------- | ----------- |
| Luis Flores       | 2006        |
| Roberto Arrelucea | 2006 - 2007 |
| Édgar Ospina      | 2007        |
| Luis Flores       | 2007        |
| Hélard Delgado    | 2007 - 2008 |
| Fredy García      | 2008        |
| Roque Alfaro      | 2009        |
| Antonio Alzamendi | 2009 - 2010 |
| Rafael Castillo   | 2010        |
| Wilmar Valencia   | 2010        |

## Palmarés

### Torneos nacionales
| Competición                     | Títulos | Subcampeonatos |
| ------------------------------- | ------- | -------------- |
| Segunda División del Perú (1/0) | 2008.   |                |
| Copa Perú (1/0)                 | 2006.   |                |

### Torneos regionales
- Liga Departamental de Arequipa (0): 2006.